# Дворанци
Дворанци су насељено место у саставу општине Писаровина у Загребачкој жупанији, Хрватска. До територијалне реорганизације у Хрватској налазили су се у саставу старе општине Јастребарско.

## Становништво
На попису становништва 2011. године, Дворанци су имали 178 становника.

## Попис1991.
На попису становништва 1991. године, насељено место Дворанци је имало 222 становника, следећег националног састава:
| Попис 1991.‍ | Попис 1991.‍ | Попис 1991.‍ | Попис 1991.‍ | Попис 1991.‍ |
| ----------- | ----------- | ----------- | ----------- | ----------- |
|             |             |             |             |             |
| Хрвати      | Хрвати      |             | 221         | 99,54%      |
| Муслимани   | Муслимани   |             | 1           | 0,45%       |
| укупно: 222 |             |             |             |             |